# Campeonato Brasileiro de Futebol de 2019 - Série B
A Série B do Campeonato Brasileiro de Futebol de 2019 foi a 38ª edição da competição de futebol realizada no Brasil, equivalente à segunda divisão. Foi disputada por 20 clubes, dos quais os quatro primeiros colocados tiveram acesso a Série A de 2020 e os quatro últimos foram rebaixados à Série C de 2020.
Essa foi a edição com o menor número de clubes nordestinos na Série B até então, com apenas três representantes (CRB, Sport e Vitória), superando o recorde negativo da edição anterior, que tivera quatro equipes do Nordeste. O Centro-Oeste também contou com três times, enquanto as regiões Sul e Sudeste tiveram o maior número de representantes: sete clubes cada.
O Bragantino foi a primeira equipe a confirmar o acesso, após a vitória na 33ª rodada sobre o Guarani por 3–1 em Bragança Paulista, retornando à Série A pela primeira vez desde 1998. Na antepenúltima rodada, a equipe do interior paulista também faturou o título da competição, após empatar com o Criciúma por 1–1 também no Estádio Nabi Abi Chedid. Foi o segundo título da equipe na história do torneio; o primeiro conquistado em 1989. Na penúltima rodada, o Sport também foi promovido, após vencer a Ponte Preta por 2–1, no Recife. Coritiba e Atlético Goianiense completaram a relação de promovidos na última rodada: a equipe paranaense bateu o Vitória por 2–1, em Salvador, enquanto a equipe goiana empatou sem gols com o Sport, em Goiânia.
A relação de rebaixados foi toda definida na penúltima rodada: Londrina, São Bento, Criciúma e Vila Nova tiveram o descenso confirmado à Série C de 2020, mesmo sem entrarem em campo, prejudicados pelo empate sem gols entre CRB e Figueirense, em Maceió.

## Regulamento
A Série B foi disputada por 20 clubes no sistema de ida e volta por pontos corridos. Em cada turno, os times jogaram entre si uma única vez. Os jogos do primeiro turno foram realizados na mesma ordem no segundo turno, apenas com o mando de campo invertido. Não há campeões por turnos, sendo declarado campeão o time que obtiver o maior número de pontos após as 38 rodadas. Ao final, os quatro primeiros times ascenderam para a Série A de 2020, da mesma forma que os quatro últimos foram rebaixados para a Série C do ano seguinte. O campeão ingressa diretamente nas oitavas de final da Copa do Brasil de 2020.

### Critérios de desempate
Em caso de empate por pontos entre dois clubes, os critérios de desempate foram aplicados na seguinte ordem:
1. Número de vitórias
2. Saldo de gols
3. Gols marcados
4. Confronto direto
5. Número de cartões vermelhos
6. Número de cartões amarelos
7. Sorteio

## Participantes
| Equipe              | Cidade            | Estado | Em 2018       | Estádio (mando)   | Capacidade | Títulos        |
| ------------------- | ----------------- | ------ | ------------- | ----------------- | ---------- | -------------- |
| América Mineiro     | Belo Horizonte    | MG     | 17º (Série A) | Independência     | 23 018     | 2 (1997, 2017) |
| Atlético Goianiense | Goiânia           | GO     | 6º            | Antônio Accioly   | 10 501     | 1 (2016)       |
| Botafogo-SP         | Ribeirão Preto    | SP     | 3º (Série C)  | Santa Cruz        | 29 292     | 0 (não possui) |
| Bragantino          | Bragança Paulista | SP     | 4º (Série C)  | Nabi Abi Chedid   | 17 128     | 1 (1989)       |
| Brasil de Pelotas   | Pelotas           | RS     | 11º           | Bento Freitas     | 12 314     | 0 (não possui) |
| Coritiba            | Curitiba          | PR     | 10º           | Couto Pereira     | 40 502     | 2 (2007, 2010) |
| CRB                 | Maceió            | AL     | 12º           | Rei Pelé          | 17 126     | 0 (não possui) |
| Criciúma            | Criciúma          | SC     | 14º           | Heriberto Hülse   | 19 900     | 1 (2002)       |
| Cuiabá              | Cuiabá            | MT     | 2º (Série C)  | Arena Pantanal    | 44 000     | 0 (não possui) |
| Figueirense         | Florianópolis     | SC     | 15º           | Orlando Scarpelli | 19 584     | 0 (não possui) |
| Guarani             | Campinas          | SP     | 9º            | Brinco de Ouro    | 29 130     | 1 (1981)       |
| Londrina            | Londrina          | PR     | 8º            | Estádio do Café   | 31 000     | 1 (1980)       |
| Oeste               | Barueri           | SP     | 16º           | Arena Barueri     | 31 452     | 0 (não possui) |
| Operário-PR         | Ponta Grossa      | PR     | 1º (Série C)  | Germano Krüger    | 10 632     | 0 (não possui) |
| Paraná              | Curitiba          | PR     | 20º (Série A) | Vila Capanema     | 20 083     | 1 (1992)       |
| Ponte Preta         | Campinas          | SP     | 5º            | Moisés Lucarelli  | 17 728     | 0 (não possui) |
| São Bento           | Sorocaba          | SP     | 13º           | Walter Ribeiro    | 13 772     | 0 (não possui) |
| Sport               | Recife            | PE     | 18º (Série A) | Ilha do Retiro    | 30 520     | 1 (1990)       |
| Vila Nova           | Goiânia           | GO     | 7º            | Serra Dourada     | 42 000     | 0 (não possui) |
| Vitória             | Salvador          | BA     | 19° (Série A) | Barradão          | 35 000     | 0 (não possui) |

## Estádios
| América Mineiro | Atlético Goianiense | Botafogo-SP | Bragantino | Brasil de Pelotas | Coritiba           |
| --- | --- | --- | --- | --- | ------------------ |
| Independência | Antônio Accioly | Santa Cruz | Nabi Abi Chedid | Bento Freitas | Couto Pereira      |
| Capacidade: 23 018 | Capacidade: 10 501 | Capacidade: 29 292 | Capacidade: 17 128 | Capacidade: 10 400 | Capacidade: 40 502 |
| | | | | |                    |
| CRB | \| América-MG Atlético-GO Botafogo-SP Bragantino Brasil de Pelotas Coritiba CRB Criciúma Cuiabá Figueirense Guarani Londrina Oeste Operário-PR Paraná Ponte Preta São Bento Sport Vila Nova VitóriaLocalização das equipes participantes da Série B de 2019. \| | \| América-MG Atlético-GO Botafogo-SP Bragantino Brasil de Pelotas Coritiba CRB Criciúma Cuiabá Figueirense Guarani Londrina Oeste Operário-PR Paraná Ponte Preta São Bento Sport Vila Nova VitóriaLocalização das equipes participantes da Série B de 2019. \| | \| América-MG Atlético-GO Botafogo-SP Bragantino Brasil de Pelotas Coritiba CRB Criciúma Cuiabá Figueirense Guarani Londrina Oeste Operário-PR Paraná Ponte Preta São Bento Sport Vila Nova VitóriaLocalização das equipes participantes da Série B de 2019. \| | \| América-MG Atlético-GO Botafogo-SP Bragantino Brasil de Pelotas Coritiba CRB Criciúma Cuiabá Figueirense Guarani Londrina Oeste Operário-PR Paraná Ponte Preta São Bento Sport Vila Nova VitóriaLocalização das equipes participantes da Série B de 2019. \| | Criciúma           |
| Rei Pelé | \| América-MG Atlético-GO Botafogo-SP Bragantino Brasil de Pelotas Coritiba CRB Criciúma Cuiabá Figueirense Guarani Londrina Oeste Operário-PR Paraná Ponte Preta São Bento Sport Vila Nova VitóriaLocalização das equipes participantes da Série B de 2019. \| | \| América-MG Atlético-GO Botafogo-SP Bragantino Brasil de Pelotas Coritiba CRB Criciúma Cuiabá Figueirense Guarani Londrina Oeste Operário-PR Paraná Ponte Preta São Bento Sport Vila Nova VitóriaLocalização das equipes participantes da Série B de 2019. \| | \| América-MG Atlético-GO Botafogo-SP Bragantino Brasil de Pelotas Coritiba CRB Criciúma Cuiabá Figueirense Guarani Londrina Oeste Operário-PR Paraná Ponte Preta São Bento Sport Vila Nova VitóriaLocalização das equipes participantes da Série B de 2019. \| | \| América-MG Atlético-GO Botafogo-SP Bragantino Brasil de Pelotas Coritiba CRB Criciúma Cuiabá Figueirense Guarani Londrina Oeste Operário-PR Paraná Ponte Preta São Bento Sport Vila Nova VitóriaLocalização das equipes participantes da Série B de 2019. \| | Heriberto Hülse    |
| Capacidade: 17 126 | \| América-MG Atlético-GO Botafogo-SP Bragantino Brasil de Pelotas Coritiba CRB Criciúma Cuiabá Figueirense Guarani Londrina Oeste Operário-PR Paraná Ponte Preta São Bento Sport Vila Nova VitóriaLocalização das equipes participantes da Série B de 2019. \| | \| América-MG Atlético-GO Botafogo-SP Bragantino Brasil de Pelotas Coritiba CRB Criciúma Cuiabá Figueirense Guarani Londrina Oeste Operário-PR Paraná Ponte Preta São Bento Sport Vila Nova VitóriaLocalização das equipes participantes da Série B de 2019. \| | \| América-MG Atlético-GO Botafogo-SP Bragantino Brasil de Pelotas Coritiba CRB Criciúma Cuiabá Figueirense Guarani Londrina Oeste Operário-PR Paraná Ponte Preta São Bento Sport Vila Nova VitóriaLocalização das equipes participantes da Série B de 2019. \| | \| América-MG Atlético-GO Botafogo-SP Bragantino Brasil de Pelotas Coritiba CRB Criciúma Cuiabá Figueirense Guarani Londrina Oeste Operário-PR Paraná Ponte Preta São Bento Sport Vila Nova VitóriaLocalização das equipes participantes da Série B de 2019. \| | Capacidade: 19 900 |
| | \| América-MG Atlético-GO Botafogo-SP Bragantino Brasil de Pelotas Coritiba CRB Criciúma Cuiabá Figueirense Guarani Londrina Oeste Operário-PR Paraná Ponte Preta São Bento Sport Vila Nova VitóriaLocalização das equipes participantes da Série B de 2019. \| | \| América-MG Atlético-GO Botafogo-SP Bragantino Brasil de Pelotas Coritiba CRB Criciúma Cuiabá Figueirense Guarani Londrina Oeste Operário-PR Paraná Ponte Preta São Bento Sport Vila Nova VitóriaLocalização das equipes participantes da Série B de 2019. \| | \| América-MG Atlético-GO Botafogo-SP Bragantino Brasil de Pelotas Coritiba CRB Criciúma Cuiabá Figueirense Guarani Londrina Oeste Operário-PR Paraná Ponte Preta São Bento Sport Vila Nova VitóriaLocalização das equipes participantes da Série B de 2019. \| | \| América-MG Atlético-GO Botafogo-SP Bragantino Brasil de Pelotas Coritiba CRB Criciúma Cuiabá Figueirense Guarani Londrina Oeste Operário-PR Paraná Ponte Preta São Bento Sport Vila Nova VitóriaLocalização das equipes participantes da Série B de 2019. \| |                    |
| Cuiabá | \| América-MG Atlético-GO Botafogo-SP Bragantino Brasil de Pelotas Coritiba CRB Criciúma Cuiabá Figueirense Guarani Londrina Oeste Operário-PR Paraná Ponte Preta São Bento Sport Vila Nova VitóriaLocalização das equipes participantes da Série B de 2019. \| | \| América-MG Atlético-GO Botafogo-SP Bragantino Brasil de Pelotas Coritiba CRB Criciúma Cuiabá Figueirense Guarani Londrina Oeste Operário-PR Paraná Ponte Preta São Bento Sport Vila Nova VitóriaLocalização das equipes participantes da Série B de 2019. \| | \| América-MG Atlético-GO Botafogo-SP Bragantino Brasil de Pelotas Coritiba CRB Criciúma Cuiabá Figueirense Guarani Londrina Oeste Operário-PR Paraná Ponte Preta São Bento Sport Vila Nova VitóriaLocalização das equipes participantes da Série B de 2019. \| | \| América-MG Atlético-GO Botafogo-SP Bragantino Brasil de Pelotas Coritiba CRB Criciúma Cuiabá Figueirense Guarani Londrina Oeste Operário-PR Paraná Ponte Preta São Bento Sport Vila Nova VitóriaLocalização das equipes participantes da Série B de 2019. \| | Figueirense        |
| Arena Pantanal | \| América-MG Atlético-GO Botafogo-SP Bragantino Brasil de Pelotas Coritiba CRB Criciúma Cuiabá Figueirense Guarani Londrina Oeste Operário-PR Paraná Ponte Preta São Bento Sport Vila Nova VitóriaLocalização das equipes participantes da Série B de 2019. \| | \| América-MG Atlético-GO Botafogo-SP Bragantino Brasil de Pelotas Coritiba CRB Criciúma Cuiabá Figueirense Guarani Londrina Oeste Operário-PR Paraná Ponte Preta São Bento Sport Vila Nova VitóriaLocalização das equipes participantes da Série B de 2019. \| | \| América-MG Atlético-GO Botafogo-SP Bragantino Brasil de Pelotas Coritiba CRB Criciúma Cuiabá Figueirense Guarani Londrina Oeste Operário-PR Paraná Ponte Preta São Bento Sport Vila Nova VitóriaLocalização das equipes participantes da Série B de 2019. \| | \| América-MG Atlético-GO Botafogo-SP Bragantino Brasil de Pelotas Coritiba CRB Criciúma Cuiabá Figueirense Guarani Londrina Oeste Operário-PR Paraná Ponte Preta São Bento Sport Vila Nova VitóriaLocalização das equipes participantes da Série B de 2019. \| | Orlando Scarpelli  |
| Capacidade: 44 000 | \| América-MG Atlético-GO Botafogo-SP Bragantino Brasil de Pelotas Coritiba CRB Criciúma Cuiabá Figueirense Guarani Londrina Oeste Operário-PR Paraná Ponte Preta São Bento Sport Vila Nova VitóriaLocalização das equipes participantes da Série B de 2019. \| | \| América-MG Atlético-GO Botafogo-SP Bragantino Brasil de Pelotas Coritiba CRB Criciúma Cuiabá Figueirense Guarani Londrina Oeste Operário-PR Paraná Ponte Preta São Bento Sport Vila Nova VitóriaLocalização das equipes participantes da Série B de 2019. \| | \| América-MG Atlético-GO Botafogo-SP Bragantino Brasil de Pelotas Coritiba CRB Criciúma Cuiabá Figueirense Guarani Londrina Oeste Operário-PR Paraná Ponte Preta São Bento Sport Vila Nova VitóriaLocalização das equipes participantes da Série B de 2019. \| | \| América-MG Atlético-GO Botafogo-SP Bragantino Brasil de Pelotas Coritiba CRB Criciúma Cuiabá Figueirense Guarani Londrina Oeste Operário-PR Paraná Ponte Preta São Bento Sport Vila Nova VitóriaLocalização das equipes participantes da Série B de 2019. \| | Capacidade: 19 584 |
| | \| América-MG Atlético-GO Botafogo-SP Bragantino Brasil de Pelotas Coritiba CRB Criciúma Cuiabá Figueirense Guarani Londrina Oeste Operário-PR Paraná Ponte Preta São Bento Sport Vila Nova VitóriaLocalização das equipes participantes da Série B de 2019. \| | \| América-MG Atlético-GO Botafogo-SP Bragantino Brasil de Pelotas Coritiba CRB Criciúma Cuiabá Figueirense Guarani Londrina Oeste Operário-PR Paraná Ponte Preta São Bento Sport Vila Nova VitóriaLocalização das equipes participantes da Série B de 2019. \| | \| América-MG Atlético-GO Botafogo-SP Bragantino Brasil de Pelotas Coritiba CRB Criciúma Cuiabá Figueirense Guarani Londrina Oeste Operário-PR Paraná Ponte Preta São Bento Sport Vila Nova VitóriaLocalização das equipes participantes da Série B de 2019. \| | \| América-MG Atlético-GO Botafogo-SP Bragantino Brasil de Pelotas Coritiba CRB Criciúma Cuiabá Figueirense Guarani Londrina Oeste Operário-PR Paraná Ponte Preta São Bento Sport Vila Nova VitóriaLocalização das equipes participantes da Série B de 2019. \| |                    |
| Guarani | \| América-MG Atlético-GO Botafogo-SP Bragantino Brasil de Pelotas Coritiba CRB Criciúma Cuiabá Figueirense Guarani Londrina Oeste Operário-PR Paraná Ponte Preta São Bento Sport Vila Nova VitóriaLocalização das equipes participantes da Série B de 2019. \| | \| América-MG Atlético-GO Botafogo-SP Bragantino Brasil de Pelotas Coritiba CRB Criciúma Cuiabá Figueirense Guarani Londrina Oeste Operário-PR Paraná Ponte Preta São Bento Sport Vila Nova VitóriaLocalização das equipes participantes da Série B de 2019. \| | \| América-MG Atlético-GO Botafogo-SP Bragantino Brasil de Pelotas Coritiba CRB Criciúma Cuiabá Figueirense Guarani Londrina Oeste Operário-PR Paraná Ponte Preta São Bento Sport Vila Nova VitóriaLocalização das equipes participantes da Série B de 2019. \| | \| América-MG Atlético-GO Botafogo-SP Bragantino Brasil de Pelotas Coritiba CRB Criciúma Cuiabá Figueirense Guarani Londrina Oeste Operário-PR Paraná Ponte Preta São Bento Sport Vila Nova VitóriaLocalização das equipes participantes da Série B de 2019. \| | Londrina           |
| Brinco de Ouro | \| América-MG Atlético-GO Botafogo-SP Bragantino Brasil de Pelotas Coritiba CRB Criciúma Cuiabá Figueirense Guarani Londrina Oeste Operário-PR Paraná Ponte Preta São Bento Sport Vila Nova VitóriaLocalização das equipes participantes da Série B de 2019. \| | \| América-MG Atlético-GO Botafogo-SP Bragantino Brasil de Pelotas Coritiba CRB Criciúma Cuiabá Figueirense Guarani Londrina Oeste Operário-PR Paraná Ponte Preta São Bento Sport Vila Nova VitóriaLocalização das equipes participantes da Série B de 2019. \| | \| América-MG Atlético-GO Botafogo-SP Bragantino Brasil de Pelotas Coritiba CRB Criciúma Cuiabá Figueirense Guarani Londrina Oeste Operário-PR Paraná Ponte Preta São Bento Sport Vila Nova VitóriaLocalização das equipes participantes da Série B de 2019. \| | \| América-MG Atlético-GO Botafogo-SP Bragantino Brasil de Pelotas Coritiba CRB Criciúma Cuiabá Figueirense Guarani Londrina Oeste Operário-PR Paraná Ponte Preta São Bento Sport Vila Nova VitóriaLocalização das equipes participantes da Série B de 2019. \| | Estádio do Café    |
| Capacidade: 29 130 | \| América-MG Atlético-GO Botafogo-SP Bragantino Brasil de Pelotas Coritiba CRB Criciúma Cuiabá Figueirense Guarani Londrina Oeste Operário-PR Paraná Ponte Preta São Bento Sport Vila Nova VitóriaLocalização das equipes participantes da Série B de 2019. \| | \| América-MG Atlético-GO Botafogo-SP Bragantino Brasil de Pelotas Coritiba CRB Criciúma Cuiabá Figueirense Guarani Londrina Oeste Operário-PR Paraná Ponte Preta São Bento Sport Vila Nova VitóriaLocalização das equipes participantes da Série B de 2019. \| | \| América-MG Atlético-GO Botafogo-SP Bragantino Brasil de Pelotas Coritiba CRB Criciúma Cuiabá Figueirense Guarani Londrina Oeste Operário-PR Paraná Ponte Preta São Bento Sport Vila Nova VitóriaLocalização das equipes participantes da Série B de 2019. \| | \| América-MG Atlético-GO Botafogo-SP Bragantino Brasil de Pelotas Coritiba CRB Criciúma Cuiabá Figueirense Guarani Londrina Oeste Operário-PR Paraná Ponte Preta São Bento Sport Vila Nova VitóriaLocalização das equipes participantes da Série B de 2019. \| | Capacidade: 19 924 |
| | \| América-MG Atlético-GO Botafogo-SP Bragantino Brasil de Pelotas Coritiba CRB Criciúma Cuiabá Figueirense Guarani Londrina Oeste Operário-PR Paraná Ponte Preta São Bento Sport Vila Nova VitóriaLocalização das equipes participantes da Série B de 2019. \| | \| América-MG Atlético-GO Botafogo-SP Bragantino Brasil de Pelotas Coritiba CRB Criciúma Cuiabá Figueirense Guarani Londrina Oeste Operário-PR Paraná Ponte Preta São Bento Sport Vila Nova VitóriaLocalização das equipes participantes da Série B de 2019. \| | \| América-MG Atlético-GO Botafogo-SP Bragantino Brasil de Pelotas Coritiba CRB Criciúma Cuiabá Figueirense Guarani Londrina Oeste Operário-PR Paraná Ponte Preta São Bento Sport Vila Nova VitóriaLocalização das equipes participantes da Série B de 2019. \| | \| América-MG Atlético-GO Botafogo-SP Bragantino Brasil de Pelotas Coritiba CRB Criciúma Cuiabá Figueirense Guarani Londrina Oeste Operário-PR Paraná Ponte Preta São Bento Sport Vila Nova VitóriaLocalização das equipes participantes da Série B de 2019. \| |                    |
| Oeste | \| América-MG Atlético-GO Botafogo-SP Bragantino Brasil de Pelotas Coritiba CRB Criciúma Cuiabá Figueirense Guarani Londrina Oeste Operário-PR Paraná Ponte Preta São Bento Sport Vila Nova VitóriaLocalização das equipes participantes da Série B de 2019. \| | \| América-MG Atlético-GO Botafogo-SP Bragantino Brasil de Pelotas Coritiba CRB Criciúma Cuiabá Figueirense Guarani Londrina Oeste Operário-PR Paraná Ponte Preta São Bento Sport Vila Nova VitóriaLocalização das equipes participantes da Série B de 2019. \| | \| América-MG Atlético-GO Botafogo-SP Bragantino Brasil de Pelotas Coritiba CRB Criciúma Cuiabá Figueirense Guarani Londrina Oeste Operário-PR Paraná Ponte Preta São Bento Sport Vila Nova VitóriaLocalização das equipes participantes da Série B de 2019. \| | \| América-MG Atlético-GO Botafogo-SP Bragantino Brasil de Pelotas Coritiba CRB Criciúma Cuiabá Figueirense Guarani Londrina Oeste Operário-PR Paraná Ponte Preta São Bento Sport Vila Nova VitóriaLocalização das equipes participantes da Série B de 2019. \| | Operário-PR        |
| Arena Barueri | \| América-MG Atlético-GO Botafogo-SP Bragantino Brasil de Pelotas Coritiba CRB Criciúma Cuiabá Figueirense Guarani Londrina Oeste Operário-PR Paraná Ponte Preta São Bento Sport Vila Nova VitóriaLocalização das equipes participantes da Série B de 2019. \| | \| América-MG Atlético-GO Botafogo-SP Bragantino Brasil de Pelotas Coritiba CRB Criciúma Cuiabá Figueirense Guarani Londrina Oeste Operário-PR Paraná Ponte Preta São Bento Sport Vila Nova VitóriaLocalização das equipes participantes da Série B de 2019. \| | \| América-MG Atlético-GO Botafogo-SP Bragantino Brasil de Pelotas Coritiba CRB Criciúma Cuiabá Figueirense Guarani Londrina Oeste Operário-PR Paraná Ponte Preta São Bento Sport Vila Nova VitóriaLocalização das equipes participantes da Série B de 2019. \| | \| América-MG Atlético-GO Botafogo-SP Bragantino Brasil de Pelotas Coritiba CRB Criciúma Cuiabá Figueirense Guarani Londrina Oeste Operário-PR Paraná Ponte Preta São Bento Sport Vila Nova VitóriaLocalização das equipes participantes da Série B de 2019. \| | Germano Krüger     |
| Capacidade: 31 452 | \| América-MG Atlético-GO Botafogo-SP Bragantino Brasil de Pelotas Coritiba CRB Criciúma Cuiabá Figueirense Guarani Londrina Oeste Operário-PR Paraná Ponte Preta São Bento Sport Vila Nova VitóriaLocalização das equipes participantes da Série B de 2019. \| | \| América-MG Atlético-GO Botafogo-SP Bragantino Brasil de Pelotas Coritiba CRB Criciúma Cuiabá Figueirense Guarani Londrina Oeste Operário-PR Paraná Ponte Preta São Bento Sport Vila Nova VitóriaLocalização das equipes participantes da Série B de 2019. \| | \| América-MG Atlético-GO Botafogo-SP Bragantino Brasil de Pelotas Coritiba CRB Criciúma Cuiabá Figueirense Guarani Londrina Oeste Operário-PR Paraná Ponte Preta São Bento Sport Vila Nova VitóriaLocalização das equipes participantes da Série B de 2019. \| | \| América-MG Atlético-GO Botafogo-SP Bragantino Brasil de Pelotas Coritiba CRB Criciúma Cuiabá Figueirense Guarani Londrina Oeste Operário-PR Paraná Ponte Preta São Bento Sport Vila Nova VitóriaLocalização das equipes participantes da Série B de 2019. \| | Capacidade: 10 632 |
| | \| América-MG Atlético-GO Botafogo-SP Bragantino Brasil de Pelotas Coritiba CRB Criciúma Cuiabá Figueirense Guarani Londrina Oeste Operário-PR Paraná Ponte Preta São Bento Sport Vila Nova VitóriaLocalização das equipes participantes da Série B de 2019. \| | \| América-MG Atlético-GO Botafogo-SP Bragantino Brasil de Pelotas Coritiba CRB Criciúma Cuiabá Figueirense Guarani Londrina Oeste Operário-PR Paraná Ponte Preta São Bento Sport Vila Nova VitóriaLocalização das equipes participantes da Série B de 2019. \| | \| América-MG Atlético-GO Botafogo-SP Bragantino Brasil de Pelotas Coritiba CRB Criciúma Cuiabá Figueirense Guarani Londrina Oeste Operário-PR Paraná Ponte Preta São Bento Sport Vila Nova VitóriaLocalização das equipes participantes da Série B de 2019. \| | \| América-MG Atlético-GO Botafogo-SP Bragantino Brasil de Pelotas Coritiba CRB Criciúma Cuiabá Figueirense Guarani Londrina Oeste Operário-PR Paraná Ponte Preta São Bento Sport Vila Nova VitóriaLocalização das equipes participantes da Série B de 2019. \| |                    |
| Paraná | Ponte Preta | São Bento | Sport | Vila Nova | Vitória            |
| Vila Capanema | Moisés Lucarelli | Walter Ribeiro | Ilha do Retiro | Serra Dourada | Barradão           |
| Capacidade: 20 083 | Capacidade: 17 728 | Capacidade: 13 372 | Capacidade: 32 983 | Capacidade: 42 000 | Capacidade: 30 618 |
| | | | | |                    |
| América-MG Atlético-GO Botafogo-SP Bragantino Brasil de Pelotas Coritiba CRB Criciúma Cuiabá Figueirense Guarani Londrina Oeste Operário-PR Paraná Ponte Preta São Bento Sport Vila Nova VitóriaLocalização das equipes participantes da Série B de 2019. | | | | |                    |

### Outros estádios
Além dos estádios de mando usual, outros estádios foram utilizados devido a punições de perda de mando de campo impostas pelo Superior Tribunal de Justiça Desportiva ou por conta de problemas de interdição dos estádios usuais ou simplesmente por opção dos clubes em mandar seus jogos em outros locais, geralmente buscando uma melhor renda.

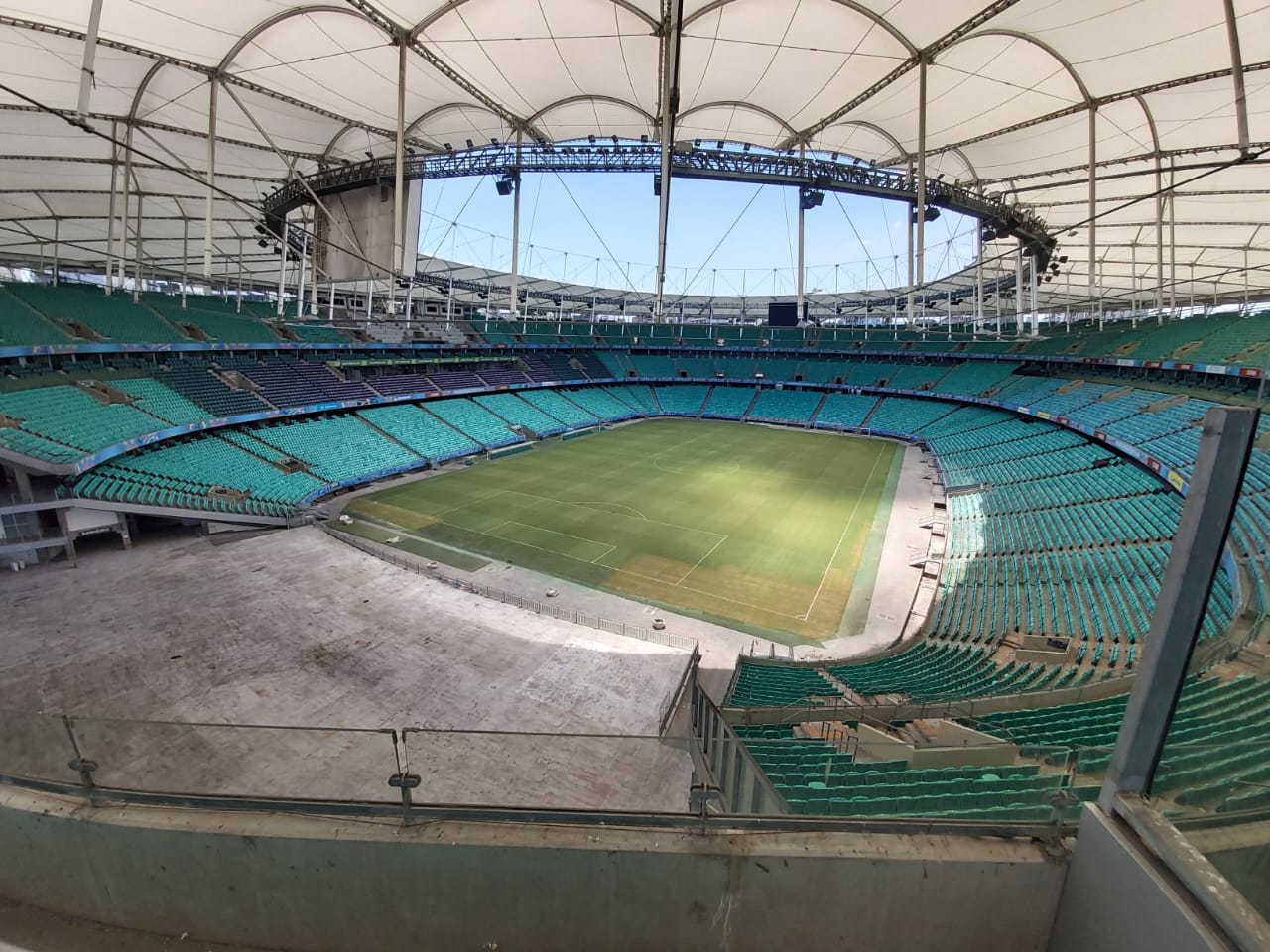
Arena Fonte Nova (Salvador)
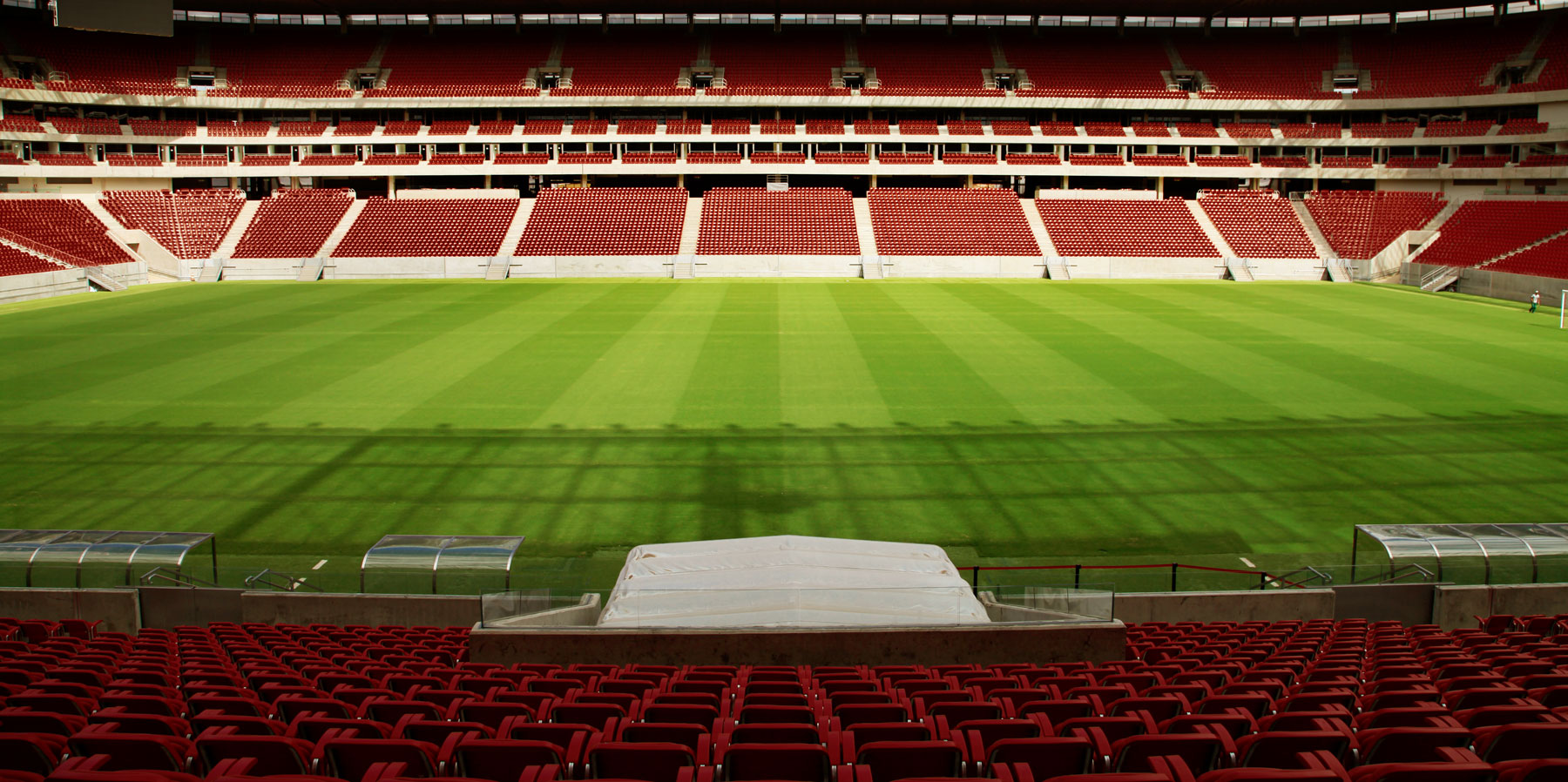
Arena Pernambuco (São Lourenço da Mata)
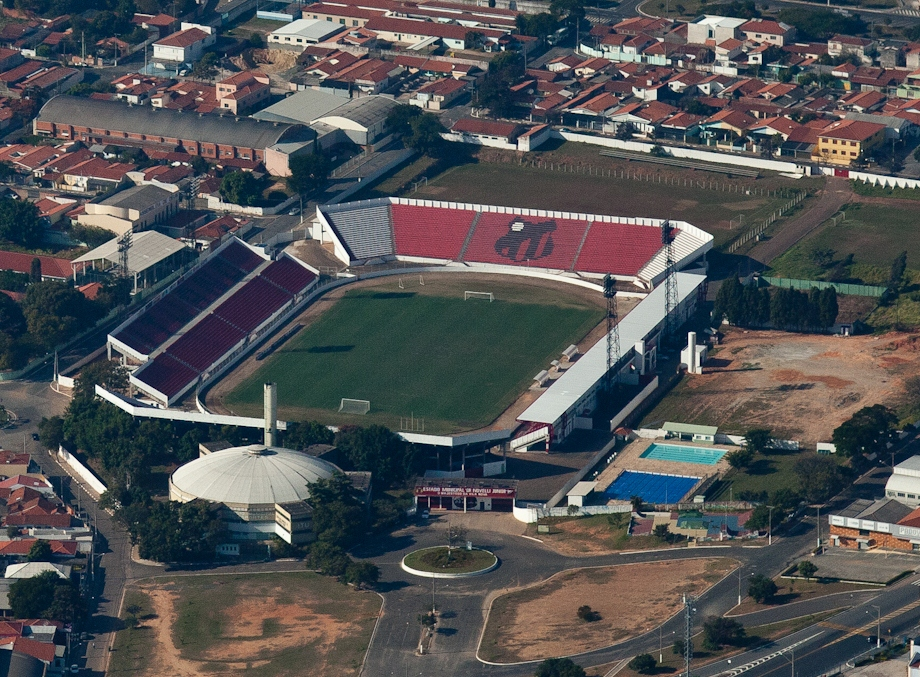
Novelli Júnior (Itu)
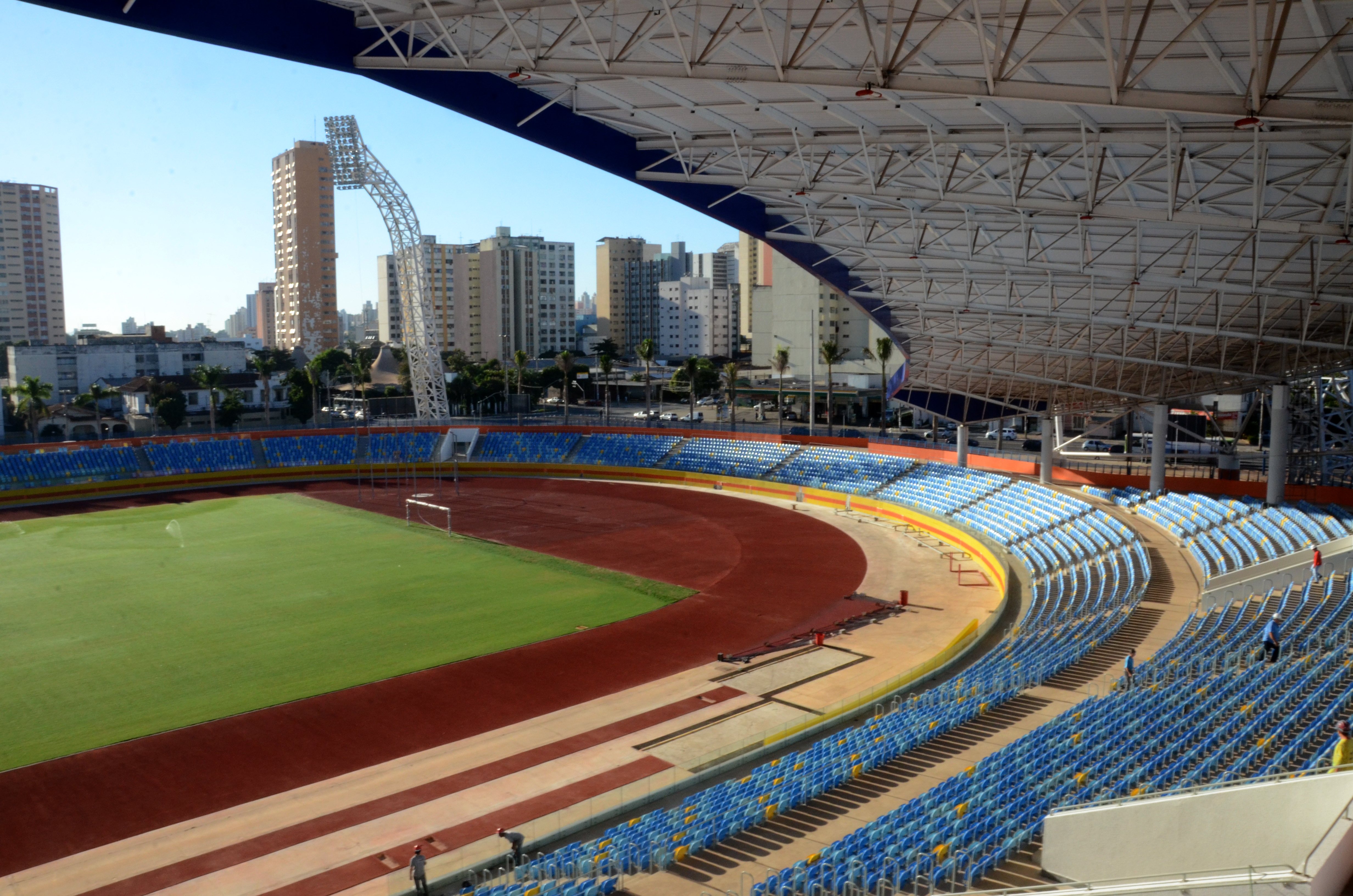
Olímpico (Goiânia)

## Classificação
|  | v d e |

| Pos. | Equipes             | P  | J  | V  | E  | D  | GP | GC | SG  | %  | M       | Classificação ou rebaixamento   |
| ---- | ------------------- | -- | -- | -- | -- | -- | -- | -- | --- | -- | ------- | ------------------------------- |
| 1    | Bragantino          | 75 | 38 | 22 | 9  | 7  | 64 | 27 | +37 | 66 | Estável | Promovidos à Série A de 2020    |
| 2    | Sport               | 68 | 38 | 17 | 17 | 4  | 49 | 29 | +20 | 60 | Estável | Promovidos à Série A de 2020    |
| 3    | Coritiba            | 66 | 38 | 18 | 12 | 8  | 48 | 34 | +14 | 58 | Estável | Promovidos à Série A de 2020    |
| 4    | Atlético Goianiense | 62 | 38 | 15 | 17 | 6  | 44 | 29 | +15 | 54 | 1       | Promovidos à Série A de 2020    |
| 5    | América Mineiro     | 61 | 38 | 17 | 10 | 11 | 42 | 34 | +8  | 53 | 1       |                                 |
| 6    | Paraná              | 56 | 38 | 14 | 14 | 10 | 34 | 33 | +1  | 49 | 1       |                                 |
| 7    | CRB                 | 55 | 38 | 15 | 10 | 13 | 44 | 43 | +1  | 48 | 1       |                                 |
| 8    | Cuiabá              | 52 | 38 | 13 | 13 | 12 | 43 | 40 | +3  | 46 | Estável |                                 |
| 9    | Botafogo-SP         | 50 | 38 | 13 | 11 | 14 | 38 | 38 | 0   | 44 | Estável |                                 |
| 10   | Operário-PR         | 50 | 38 | 13 | 11 | 14 | 32 | 41 | –9  | 44 | Estável |                                 |
| 11   | Ponte Preta         | 47 | 38 | 11 | 14 | 13 | 41 | 39 | +2  | 41 | 3       |                                 |
| 12   | Vitória             | 45 | 38 | 11 | 12 | 15 | 42 | 48 | –6  | 39 | 1       |                                 |
| 13   | Guarani             | 44 | 38 | 12 | 8  | 18 | 27 | 37 | –10 | 39 | 1       |                                 |
| 14   | Brasil de Pelotas   | 44 | 38 | 11 | 11 | 16 | 31 | 47 | –16 | 39 | 1       |                                 |
| 15   | Oeste               | 41 | 38 | 8  | 17 | 13 | 41 | 49 | –8  | 36 | Estável |                                 |
| 16   | Figueirense         | 41 | 38 | 7  | 20 | 11 | 31 | 38 | –7  | 36 | Estável |                                 |
| 17   | Londrina            | 39 | 38 | 11 | 6  | 21 | 37 | 53 | –16 | 34 | Estável | Rebaixados para Série C de 2020 |
| 18   | São Bento           | 39 | 38 | 10 | 9  | 19 | 46 | 54 | –8  | 34 | Estável | Rebaixados para Série C de 2020 |
| 19   | Criciúma            | 39 | 38 | 8  | 15 | 15 | 30 | 38 | –8  | 34 | Estável | Rebaixados para Série C de 2020 |
| 20   | Vila Nova           | 39 | 38 | 7  | 18 | 13 | 27 | 40 | –13 | 34 | Estável | Rebaixados para Série C de 2020 |

## Confrontos
|                   | AMM | ATG | BRP | BRG | BPE | CTB | CRB | CRI | CUI | FIG     | GUA | LON | OES | OPF | PAR | PON | SBN | SPT | VIL | VIT |
| ----------------- | --- | --- | --- | --- | --- | --- | --- | --- | --- | ------- | --- | --- | --- | --- | --- | --- | --- | --- | --- | --- |
| América-MG        | —   | 0–1 | 0–1 | 2–0 | 2–0 | 1–1 | 1–0 | 2–1 | 2–1 | 0–4     | 3–2 | 4–3 | 0–0 | 0–0 | 0–2 | 0–0 | 1–2 | 1–2 | 2–0 | 2–1 |
| Atlético-GO       | 2–2 | —   | 1–2 | 1–1 | 0–0 | 1–1 | 0–1 | 3–1 | 1–1 | 2–0     | 1–0 | 2–1 | 2–0 | 4–2 | 1–0 | 0–0 | 1–0 | 0–0 | 2–0 | 1–1 |
| Botafogo-SP       | 0–0 | 0–0 | —   | 2–3 | 2–3 | 0–1 | 0–2 | 1–0 | 0–0 | 0–0     | 0–0 | 2–1 | 3–2 | 1–1 | 0–1 | 4–1 | 1–0 | 0–2 | 0–1 | 3–1 |
| Bragantino        | 2–0 | 3–0 | 0–0 | —   | 2–1 | 1–1 | 2–0 | 1–1 | 2–2 | 2–0     | 3–1 | 4–1 | 2–2 | 4–0 | 2–0 | 2–1 | 2–0 | 1–1 | 3–1 | 2–0 |
| Brasil de Pelotas | 2–1 | 2–2 | 1–0 | 0–1 | —   | 0–2 | 0–2 | 0–1 | 0–0 | 2–2     | 0–0 | 1–0 | 2–2 | 1–0 | 0–1 | 1–0 | 2–1 | 0–0 | 0–2 | 1–0 |
| Coritiba          | 2–1 | 1–2 | 3–2 | 1–0 | 2–0 | —   | 0–2 | 1–0 | 2–1 | 2–0     | 1–0 | 0–0 | 1–0 | 0–0 | 2–3 | 2–0 | 2–1 | 0–0 | 2–0 | 1–1 |
| CRB               | 1–3 | 2–1 | 1–0 | 0–3 | 3–1 | 1–0 | —   | 2–0 | 0–1 | 0–0     | 2–1 | 1–2 | 2–2 | 0–0 | 1–2 | 2–0 | 1–1 | 1–1 | 1–1 | 0–1 |
| Criciúma          | 0–0 | 0–1 | 2–0 | 0–2 | 2–2 | 2–1 | 0–1 | —   | 0–1 | 1–1     | 1–0 | 2–0 | 3–1 | 1–2 | 1–1 | 0–0 | 1–1 | 1–0 | 1–1 | 1–1 |
| Cuiabá            | 0–2 | 0–1 | 2–0 | 2–0 | 1–1 | 3–3 | 5–1 | 0–0 | —   | 3–0[wo] | 2–1 | 0–1 | 2–0 | 2–1 | 1–1 | 1–3 | 3–2 | 1–1 | 1–2 | 1–3 |
| Figueirense       | 2–1 | 1–0 | 2–1 | 0–3 | 1–0 | 1–1 | 2–2 | 2–2 | 0–0 | —       | 0–1 | 1–1 | 1–2 | 1–1 | 0–1 | 0–1 | 2–2 | 1–2 | 0–0 | 1–1 |
| Guarani           | 0–1 | 2–0 | 0–2 | 1–0 | 1–2 | 0–1 | 1–0 | 1–0 | 0–1 | 0–0     | —   | 1–0 | 2–3 | 1–0 | 1–0 | 0–0 | 2–1 | 1–0 | 0–2 | 3–2 |
| Londrina          | 0–1 | 1–1 | 1–1 | 1–0 | 1–0 | 2–1 | 0–1 | 1–1 | 1–0 | 0–0     | 2–0 | —   | 0–2 | 1–2 | 3–0 | 1–3 | 2–4 | 1–2 | 0–1 | 3–1 |
| Oeste             | 0–1 | 0–4 | 0–2 | 0–0 | 1–1 | 0–2 | 3–3 | 1–2 | 1–1 | 0–0     | 2–0 | 1–0 | —   | 3–0 | 1–1 | 1–1 | 2–1 | 0–0 | 1–1 | 3–0 |
| Operário-PR       | 1–0 | 1–1 | 0–2 | 0–2 | 1–2 | 1–1 | 2–1 | 1–0 | 2–1 | 1–0     | 1–0 | 2–0 | 0–0 | —   | 0–1 | 2–1 | 2–1 | 2–1 | 1–0 | 1–2 |
| Paraná            | 0–0 | 0–0 | 3–3 | 2–1 | 1–0 | 2–0 | 1–0 | 0–0 | 0–0 | 0–1     | 0–0 | 1–0 | 0–0 | 1–0 | —   | 1–1 | 2–1 | 0–1 | 1–1 | 0–0 |
| Ponte Preta       | 0–1 | 0–0 | 0–0 | 1–1 | 4–0 | 1–0 | 0–1 | 1–1 | 3–0 | 1–3     | 1–0 | 3–1 | 3–2 | 1–0 | 4–2 | —   | 1–1 | 2–2 | 0–1 | 1–2 |
| São Bento         | 0–2 | 1–3 | 0–1 | 0–3 | 3–1 | 1–2 | 1–2 | 1–0 | 1–2 | 0–0     | 1–1 | 4–1 | 1–0 | 1–1 | 2–1 | 0–0 | —   | 2–2 | 3–1 | 2–0 |
| Sport             | 0–2 | 1–1 | 3–0 | 2–1 | 0–0 | 1–1 | 1–0 | 1–0 | 2–0 | 0–0     | 1–1 | 3–2 | 1–1 | 3–1 | 2–1 | 2–1 | 2–0 | —   | 0–0 | 3–1 |
| Vila Nova         | 1–1 | 1–1 | 0–2 | 0–1 | 0–2 | 2–2 | 2–2 | 1–1 | 0–0 | 0–0     | 1–1 | 0–1 | 1–1 | 0–0 | 1–1 | 0–0 | 1–0 | 0–2 | —   | 0–2 |
| Vitória           | 0–0 | 0–0 | 0–0 | 0–2 | 3–0 | 1–2 | 2–2 | 2–0 | 0–1 | 2–2     | 0–1 | 0–1 | 3–1 | 0–0 | 2–0 | 2–1 | 1–3 | 2–2 | 2–1 | —   |

| Vitória do mandante Vitória do visitante Empate | Em negrito os jogos "clássicos". |

- W.O. ^  Os atletas do Figueirense se recusaram a entrar em campo em função dos salários atrasados e o Cuiabá foi declarado vencedor da partida por 3–0.[19]

## Desempenho por rodada
Clubes que lideraram o campeonato ao final de cada rodada:
| Rodadas | Rodadas | Rodadas | Rodadas | Rodadas | Rodadas | Rodadas | Rodadas | Rodadas | Rodadas | Rodadas | Rodadas | Rodadas | Rodadas | Rodadas | Rodadas | Rodadas | Rodadas | Rodadas | Rodadas | Rodadas | Rodadas | Rodadas | Rodadas | Rodadas | Rodadas | Rodadas | Rodadas | Rodadas | Rodadas | Rodadas | Rodadas | Rodadas | Rodadas | Rodadas | Rodadas | Rodadas | Rodadas |
| ------- | ------- | ------- | ------- | ------- | ------- | ------- | ------- | ------- | ------- | ------- | ------- | ------- | ------- | ------- | ------- | ------- | ------- | ------- | ------- | ------- | ------- | ------- | ------- | ------- | ------- | ------- | ------- | ------- | ------- | ------- | ------- | ------- | ------- | ------- | ------- | ------- | ------- |
| 1       | 2       | 3       | 4       | 5       | 6       | 7       | 8       | 9       | 10      | 11      | 12      | 13      | 14      | 15      | 16      | 17      | 18      | 19      | 20      | 21      | 22      | 23      | 24      | 25      | 26      | 27      | 28      | 29      | 30      | 31      | 32      | 33      | 34      | 35      | 36      | 37      | 38      |
| BRP     | BRP     | BRP     | LON     | BRP     | BRP     | BRG     | BRG     | BRG     | BRG     | BRG     | BRG     | BRG     | BRG     | BRG     | BRG     | BRG     | BRG     | BRG     | BRG     | BRG     | BRG     | BRG     | BRG     | BRG     | BRG     | BRG     | BRG     | BRG     | BRG     | BRG     | BRG     | BRG     | BRG     | BRG     | BRG     | BRG     | BRG     |

Clubes que ficaram na última posição do campeonato ao final de cada rodada:
| Rodadas | Rodadas | Rodadas | Rodadas | Rodadas | Rodadas | Rodadas | Rodadas | Rodadas | Rodadas | Rodadas | Rodadas | Rodadas | Rodadas | Rodadas | Rodadas | Rodadas | Rodadas | Rodadas | Rodadas | Rodadas | Rodadas | Rodadas | Rodadas | Rodadas | Rodadas | Rodadas | Rodadas | Rodadas | Rodadas | Rodadas | Rodadas | Rodadas | Rodadas | Rodadas | Rodadas | Rodadas | Rodadas |
| ------- | ------- | ------- | ------- | ------- | ------- | ------- | ------- | ------- | ------- | ------- | ------- | ------- | ------- | ------- | ------- | ------- | ------- | ------- | ------- | ------- | ------- | ------- | ------- | ------- | ------- | ------- | ------- | ------- | ------- | ------- | ------- | ------- | ------- | ------- | ------- | ------- | ------- |
| 1       | 2       | 3       | 4       | 5       | 6       | 7       | 8       | 9       | 10      | 11      | 12      | 13      | 14      | 15      | 16      | 17      | 18      | 19      | 20      | 21      | 22      | 23      | 24      | 25      | 26      | 27      | 28      | 29      | 30      | 31      | 32      | 33      | 34      | 35      | 36      | 37      | 38      |
| PON     | AMM     | BPE     | BPE     | AMM     | AMM     | VIT     | VIT     | VIT     | AMM     | GUA     | AMM     | AMM     | AMM     | GUA     | GUA     | GUA     | GUA     | GUA     | GUA     | GUA     | SBN     | FIG     | FIG     | FIG     | FIG     | FIG     | FIG     | SBN     | SBN     | SBN     | SBN     | SBN     | SBN     | SBN     | SBN     | VIL     | VIL     |

## Estatísticas
| Gols | Jogador     | Time                |
| ---- | ----------- | ------------------- |
| 17   | Guilherme   | Sport               |
| 15   | Fábio       | Oeste               |
| 14   | Hernane     | Sport               |
| 14   | Léo Ceará   | CRB                 |
| 14   | Roger       | Ponte Preta         |
| 14   | Zé Roberto  | São Bento           |
| 13   | Rodrigão    | Coritiba            |
| 13   | Ytalo       | Bragantino          |
| 12   | Léo Gamalho | Criciúma            |
| 12   | Mike        | Atlético Goianiense |

| Total[carece de fontes?] | Jogador         | Time                |
| ------------------------ | --------------- | ------------------- |
| 11                       | Claudinho       | Bragantino          |
| 7                        | Aderlan         | Bragantino          |
| 7                        | Élvis           | Oeste               |
| 7                        | Mazinho         | Oeste               |
| 7                        | Paulinho        | Cuiabá              |
| 7                        | Rodolfo         | São Bento           |
| 6                        | Alisson Farias  | CRB                 |
| 6                        | Felipe Ferreira | CRB                 |
| 6                        | Guilherme       | Sport               |
| 6                        | João Paulo      | América Mineiro     |
| 6                        | Matheuzinho     | Atlético Goianiense |

### Hat-tricks
| Jogador   | Clube      | Adversário | Placar | Data         | Ref.   |
| --------- | ---------- | ---------- | ------ | ------------ | ------ |
| Hernane   | Sport      | Londrina   | 3–2    | 24 de maio   | [ 21 ] |
| Claudinho | Bragantino | São Bento  | 3–0    | 4 de outubro | [ 22 ] |

### Poker-tricks
| Jogador    | Clube     | Adversário | Placar | Data         | Ref.   |
| ---------- | --------- | ---------- | ------ | ------------ | ------ |
| Zé Roberto | São Bento | Londrina   | 4–2    | 24 de agosto | [ 23 ] |

### Maiores públicos
Estes são os dez maiores públicos do Campeonato:
| Nº | Público | Mandante | Placar | Visitante   | Estádio        | Data           | Rodada | Ref.   |
| -- | ------- | -------- | ------ | ----------- | -------------- | -------------- | ------ | ------ |
| 1  | 37 220  | Coritiba | 2–1    | Cuiabá      | Couto Pereira  | 25 de maio     | 5ª     | [ 24 ] |
| 2  | 36 902  | Coritiba | 1–0    | Bragantino  | Couto Pereira  | 24 de novembro | 37ª    | [ 25 ] |
| 3  | 36 596  | Coritiba | 2–0    | Figueirense | Couto Pereira  | 10 de agosto   | 15ª    | [ 26 ] |
| 4  | 35 586  | Coritiba | 2–3    | Paraná      | Couto Pereira  | 8 de junho     | 7ª     | [ 27 ] |
| 5  | 33 471  | Coritiba | 0–0    | Londrina    | Couto Pereira  | 9 de maio      | 3ª     | [ 28 ] |
| 6  | 31 167  | Coritiba | 2–0    | Ponte Preta | Couto Pereira  | 29 de abril    | 1ª     | [ 29 ] |
| 7  | 23 436  | Coritiba | 3–2    | Botafogo-SP | Couto Pereira  | 29 de julho    | 13ª    | [ 30 ] |
| 8  | 22 565  | Sport    | 0–0    | Vila Nova   | Ilha do Retiro | 17 de novembro | 36ª    | [ 31 ] |
| 9  | 21 476  | Coritiba | 1–0    | Oeste       | Couto Pereira  | 16 de novembro | 36ª    | [ 32 ] |
| 10 | 21 030  | Coritiba | 2–0    | Vila Nova   | Couto Pereira  | 23 de julho    | 11ª    | [ 33 ] |

### Menores públicos
Estes são os dez menores públicos do Campeonato:
| Nº | Público | Mandante        | Placar | Visitante           | Estádio         | Data           | Rodada | Ref.   |
| -- | ------- | --------------- | ------ | ------------------- | --------------- | -------------- | ------ | ------ |
| 1  | 278     | Oeste           | 0–0    | Bragantino          | Novelli Júnior  | 20 de julho    | 10ª    | [ 34 ] |
| 2  | 304     | Oeste           | 1–2    | Criciúma            | Arena Barueri   | 29 de novembro | 38ª    | [ 35 ] |
| 3  | 493     | São Bento       | 3–1    | Brasil de Pelotas   | Walter Ribeiro  | 17 de novembro | 36ª    | [ 36 ] |
| 4  | 518     | Londrina        | 2–0    | Guarani             | Estádio do Café | 30 de novembro | 38ª    | [ 37 ] |
| 5  | 619     | Oeste           | 0–4    | Atlético Goianiense | Arena Barueri   | 12 de novembro | 35ª    | [ 38 ] |
| 6  | 736     | Oeste           | 1–1    | Paraná              | Arena Barueri   | 28 de setembro | 25ª    | [ 39 ] |
| 7  | 827     | Oeste           | 1–1    | Brasil de Pelotas   | Arena Barueri   | 8 de agosto    | 15ª    | [ 40 ] |
| 8  | 838     | Oeste           | 0–2    | Coritiba            | Arena Barueri   | 19 de agosto   | 17ª    | [ 41 ] |
| 9  | 852     | Oeste           | 1–1    | Vila Nova           | Arena Barueri   | 24 de agosto   | 18ª    | [ 42 ] |
| 10 | 868     | América Mineiro | 0–0    | Oeste               | Independência   | 23 de julho    | 11ª    | [ 43 ] |

## Mudanças de técnicos
| Clube             | Antecessor         | Motivo     | Data           | Última partida                 | Rod | Pos | Sucessor                    | Ref.          |
| ----------------- | ------------------ | ---------- | -------------- | ------------------------------ | --- | --- | --------------------------- | ------------- |
| América-MG        | Givanildo Oliveira | Demitido   | 1 de maio      | América-MG 0–1 Botafogo-SP     | 2ª  | 19º | Maurício Barbieri           | [ 44 ] [ 45 ] |
| Vitória           | Claudio Tencati    | Demitido   | 19 de maio     | Vitória 1–3 São Bento          | 4ª  | 17º | Osmar Loss                  | [ 46 ] [ 47 ] |
| Guarani           | Vinícius Eutrópio  | Demitido   | 12 de junho    | Guarani 0–1 Coritiba           | 8ª  | 19º | Roberto Fonseca             | [ 48 ] [ 49 ] |
| Brasil de Pelotas | Rogério Zimmermann | Resignado  | 9 de julho     | Brasil de Pelotas 0–1 Criciúma | 8ª  | 13º | Bolívar                     | [ 51 ] [ 52 ] |
| Vila Nova         | Eduardo Baptista   | Demitido   | 13 de julho    | Atlético-GO 2–0 Vila Nova      | 9ª  | 16º | Marcelo Cabo                | [ 53 ] [ 54 ] |
| América-MG        | Maurício Barbieri  | Demitido   | 15 de julho    | América-MG 0–4 Figueirense     | 9ª  | 19º | Felipe Conceição            | [ 55 ] [ 56 ] |
| Figueirense       | Hemerson Maria     | Resignado  | 29 de julho    | Criciúma 1–1 Figueirense       | 12ª | 10º | Vinícius Eutrópio           | [ 60 ] [ 61 ] |
| Vitória           | Osmar Loss         | Demitido   | 4 de agosto    | Brasil de Pelotas 1–0 Vitória  | 14ª | 19º | Carlos Amadeu               | [ 62 ] [ 63 ] |
| Criciúma          | Gilson Kleina      | Demitido   | 5 de agosto    | Criciúma 1–2 Operário-PR       | 14ª | 18º | Waguinho Dias               | [ 66 ] [ 67 ] |
| Botafogo-SP       | Roberto Cavalo     | Resignado  | 6 de agosto    | Botafogo-SP 3–2 Oeste          | 14ª | 4º  | Hemerson Maria              | [ 68 ] [ 69 ] |
| Londrina          | Alemão             | Demitido   | 21 de agosto   | Botafogo-SP 2–1 Londrina       | 17ª | 8º  | Claudio Tencati             | [ 70 ]        |
| Guarani           | Roberto Fonseca    | Demitido   | 21 de agosto   | Operário-PR 1–0 Guarani        | 17ª | 20º | Thiago Carpini (interino)   | [ 71 ]        |
| Ponte Preta       | Jorginho           | Demitido   | 25 de agosto   | Ponte Preta 2–2 Sport          | 18ª | 8º  | Gilson Kleina               | [ 73 ] [ 74 ] |
| São Bento         | Doriva             | Demitido   | 29 de agosto   | São Bento 0–2 América-MG       | 19ª | 18º | Milton Mendes               | [ 76 ] [ 77 ] |
| Figueirense       | Vinícius Eutrópio  | Demitido   | 17 de setembro | Figueirense 1–2 Sport          | 22ª | 19º | Márcio Coelho               | [ 78 ] [ 79 ] |
| Vitória           | Carlos Amadeu      | Demitido   | 18 de setembro | São Bento 2–0 Vitória          | 23ª | 15º | Geninho                     | [ 80 ] [ 81 ] |
| Coritiba          | Umberto Louzer     | Demitido   | 21 de setembro | Coritiba 0–2 CRB               | 23ª | 8º  | Jorginho                    | [ 82 ] [ 83 ] |
| Criciúma          | Waguinho Dias      | Demitido   | 26 de setembro | Guarani 1–0 Criciúma           | 24ª | 19º | Roberto Cavalo              | [ 84 ] [ 85 ] |
| Londrina          | Claudio Tencati    | Demitido   | 28 de setembro | Londrina 0–1 Vila Nova         | 25ª | 15º | Mazola Júnior               | [ 86 ] [ 87 ] |
| Vila Nova         | Marcelo Cabo       | Demitido   | 3 de outubro   | Vila Nova 1–1 Criciúma         | 26ª | 15º | Itamar Schülle              | [ 89 ] [ 90 ] |
| Cuiabá            | Itamar Schülle     | Demitido   | 12 de outubro  | Cuiabá 1–3 Vitória             | 28ª | 12º | Marcelo Chamusca            | [ 92 ] [ 93 ] |
| Atlético-GO       | Wagner Lopes       | Demitido   | 12 de outubro  | Vila Nova 1–1 Atlético-GO      | 28ª | 3º  | Eduardo Barroca             | [ 95 ] [ 96 ] |
| CRB               | Marcelo Chamusca   | Demitido   | 12 de outubro  | Guarani 1–0 CRB                | 28ª | 8º  | Marcelo Cabo                | [ 97 ] [ 98 ] |
| Figueirense       | Márcio Coelho      | Remanejado | 14 de outubro  | Figueirense 2–1 América-MG     | 28ª | 20º | Pintado                     | [ 99 ]        |
| São Bento         | Milton Mendes      | Resignado  | 2 de novembro  | Criciúma 1–1 São Bento         | 32ª | 20º | Marcelo Cordeiro (interino) | [ 100 ]       |
| Londrina          | Mazola Júnior      | Demitido   | 10 de novembro | Londrina 0–1 América-MG        | 34ª | 16º | Silvinho                    | [ 101 ]       |

## Premiação
| Campeonato Brasileiro 2019 Série B            |
| São Paulo                                     |
| --------------------------------------------- |
| Clube Atlético Bragantino Campeão (2º título) |